# 61. ročník udílení Zlatých glóbů
61. ročníku udílení Zlatých glóbů probíhal dne 25. ledna 2004 v hotelu Beverly Hilton v Beverly Hills v Kalifornii. Nominace byly oznámeny dne 18. prosince 2003. Nejvíce nominací obdržel snímek Návrat do Cold Mountain, celkem 8. Nejvíce cen získal film Pán prstenů: Návrat krále, celkem 3.

## Vítězové a nominovaní

### Filmové počiny.
| Nejlepší film (drama) | Nejlepší film (komedie / muzikál) |
| --- | --- |
| - Pán prstenů: Návrat krále - Návrat do Cold Mountain - Master & Commander: Odvrácená strana světa - Tajemná řeka - Seabiscuit | - Ztraceno v překladu - Velká ryba - Hledá se Nemo - Blafuj jako Beckham - Láska nebeská |
| Nejlepší herec (drama) | Nejlepší herečka (drama) |
| - Sean Penn jako Jimmy Markum – Tajemná řeka - Russell Crowe jako kapitán Jack Aubrey – Master & Commander: Odvrácená strana světa - Ben Kingsley jako Amir Behrani – Dům z písku a mlhy - Tom Cruise jako kapitán Nathan Algren – Poslední samuraj - Jude Law jako W. P. Inman – Návrat do Cold Mountain                                     | - Charlize Theronová jako Aileen Wuornos – Zrůda - Nicole Kidman jako Ada Monroe – Návrat do Cold Mountain - Cate Blanchett jako Veronica Guerin – Veronica Guerin - Uma Thurman jako nevěsta/Beatrix Kiddo – Kill Bill - Evan Rachel Wood jako Tracy Freeland – Třináctka                                   |
| Nejlepší herec (komedie / muzikál) | Nejlepší herečka (komedie / muzikál) |
| - Bill Murray jako Bob Harris – Ztraceno v překladu - Johnny Depp jako kapitán Jack Sparrow – Piráti z Karibiku - Jack Black jako Dewey Finn – Škola ro(c)ku - Jack Nicholson jako Harry Sanborn – Lepší pozdě nežli později - Billy Bob Thornton jako Willie T. Stokes – Santa je úchyl!                                                     | - Diane Keatonová jako Erica Barry – Lepší pozdě nežli později - Jamie Lee Curtis jako Tess Coleman/Anna Coleman – Mezi námi děvčaty - Scarlett Johansson jako Charlotte – Ztraceno v překladu - Diane Lane jako Frances Mayes – Pod toskánským sluncem - Helen Mirren jako Chris Harper – Holky z kalendáře |
| Nejlepší herec ve vedlejší roli | Nejlepší herečka ve vedlejší roli |
| - Tim Robbins jako Dave Boyle – Tajemná řeka - Alec Baldwin jako Sheldon „Shelly“ Kaplow – Smolař - Ken Watanabe jako lord Moritsugu Katsumoto – Poslední samuraj - Albert Finney jako starý Edward Bloom – Velká ryba - William H. Macy jako Tick Tock McGlaughlin – Seabiscuit - Peter Sarsgaard jako Charles Lane – Jak nezískat Pulitzera | - Renée Zellweger jako Ruby Thewes – Návrat do Cold Mountain - Patricia Clarkson jako Joy Burns – Večeře s April - Holly Hunter jako Melanie Freeland – Třináctka - Maria Bello jako Natalie Belisario – Smolař - Hope Davis jako Joyce Brabner – Můj svět                                                   |
| Nejlepší režie | Nejlepší scénář |
| - Peter Jackson – Pán prstenů: Návrat krále - Sofia Coppola – Ztraceno v překladu - Clint Eastwood – Tajemná řeka - Anthony Minghella – Návrat do Cold Mountain - Peter Weir – Master & Commander: Odvrácená strana světa | - Sofia Coppola– Ztraceno v překladu - Jim Sheridan, Kirsten Sheridan, Naomi Sheridan – In America - Brian Helgeland – Tajemná řeka - Anthony Minghella – Návrat do Cold Mountain - Richard Curtis – Láska nebeská                                                                                           |
| Nejlepší filmová píseň | Nejlepší hudba |
| - „Into the West“ – Annie Lennox, Fran Walsh a Howard Shore – Pán prstenů: Návrat krále - „The Heart of Every Girl“ – Elton John – Úsměv Mony Lisy - „Man of the Hour“ – Pearl Jam – Velká ryba - „Time Enough for Tears“ – Andrea Corr – In America - „You Will Be My Ain True Love“ – Sting – Návrat do Cold Mountain                       | - Howard Shore – Pán prstenů: Dvě věže - Danny Elfman– Velká ryba - Gabriel Yared– Návrat do Cold Mountain - Hans Zimmer– Poslední samuraj - Alexandre Desplat – Dívka s perlou |
| Nejlepší cizojazyčný film | |
| - Osama (Afghánistán) - Invaze barbarů (Kanada) - Good Bye, Lenin! (Německo) - Můj učitel Ibrahim (Francie) - Návrat (Rusko) | |

### Televizní počiny
| Nejlepší televizní seriál (drama) | Nejlepší televizní seriál (komedie) |
| --- | --- |
| - 24 hodin - Plastická chirurgie s. r. o. - Kriminálka Las Vegas - Odpočívej v pokoji - Západní křídlo | - Kancl - Arrested Development - Můj přítel Monk - Sex ve městě - Will a Grace |
| Nejlepší herec v seriálu (drama) | Nejlepší herečka v seriálu (drama) |
| - Anthony LaPaglia jako Jack Malone – Beze stopy - Michael Chiklis – Policejní odznak jako detektiv Vic Mackey - William Petersen jako Gil Grissom – Kriminálka Las Vegas - Martin Sheen jako Josiah Bartlet – Západní křídlo - Kiefer Sutherland jako Jack Bauer – 24 hodin | - Frances Conroy jako Ruth Fisher – Odpočívej v pokoji - Jennifer Garnerová – Alias jako Sydney Bristow - Joely Richardson – Plastická chirurgie s. r. o. jako Julia McNamara - Allison Janney jako C. J. Cregg – Západní křídlo - Amber Tamblyn jako Joan Girardi – Joan z Arkádie                                                  |
| Nejlepší herec v seriálu (komedie / muzikál) | Nejlepší herečka v seriálu (komedie / muzikál) |
| - Ricky Gervais jako David Brent – Kancl - Bernie Mac jako Bernie McCullough – The Bernie Mac Show - Matt LeBlanc – Joey jako Joey Tribbiani - Tony Shalhoub – Můj přítel Monk jako Adrian Monk - Eric McCormack jako Will Truman – Will a Grace                             | - Sarah Jessica Parker – Sex ve městě jako Carrie Bradshawová - Debra Messing – Will a Grace jako Grace Adler - Bonnie Hunt jako Bonnie Malloy – Life with Bonnie - Reba McEntire jako Reba Nell Hart – Deník zasloužilé matky - Bitty Schram jako Sharona Fleming – Můj přítel Monk - Alicia Silverstone jako Kate Fox – Miss Match |
| Nejlepší minisérie nebo TV film | |
| Andělé v Americe - Můj dům v Umbrii - Normální - Vojákova dívka - Římské jaro paní Stoneové | |
| Nejlepší herec v minisérii nebo TV filmu | Nejlepší herečka v minisérii nebo TV filmu |
| Al Pacino jako Roy Cohn – Andělé v Americe - Antonio Banderas jako Pancho Villa – V hlavní roli Pancho Villa osobně - James Brolin jako Ronald Reagan – Manželé Reaganovi - Troy Garity jako Barry Winchell – Vojákova dívka - Tom Wilkinson jako Ruth Applewood – Normální  | Meryl Streep jako Hannah Pitt – Andělé v Americe - Judy Davisová jako Nancy Reagan – Manželé Reaganovi - Jessica Lange jako Irma Applewood – Normální - Helen Mirren jako Karen Stone – Římské jaro paní Stoneové - Maggie Smith jako Emily Delahunty – Můj dům v Umbrii                                                             |
| Nejlepší vedlejší herec v seriálu, minisérii nebo TV filmu | Nejlepší vedlejší herečka v seriálu, minisérii nebo TV filmu |
| Jeffrey Wright jako Norman „Belize“ Ariaga – Andělé v Americe - Sean Hayes jako Jack McFarland – Will a Grace - Lee Pace jako Calpernia Addams – Vojákova dívka - Ben Shenkman jako Louis Ironson – Andělé v Americe - Patrick Wilson jako Joe Pitt – Andělé v Americe       | Mary-Louise Parker jako Harper Pitt – Andělé v Americe - Kim Cattrall jako Samantha Jones – Sex ve městě - Kristin Davis jako Charlotte York Goldenblatt – Sex ve městě - Megan Mullally jako Karen Walker – Will a Grace - Cynthia Nixonová jako Miranda Hobbes – Sex ve městě                                                      |